# Gruber-De Gasperi-overeenkomst
Op 5 september 1946 werd in Parijs de zogenoemde Gruber-De Gasperi-overeenkomst gesloten. Deze overeenkomst gesloten tussen de Oostenrijkse minister van Buitenlandse Zaken Karl Gruber en de Italiaanse premier Alcide De Gasperi betrof het lot van de Duitstalige bevolking van Zuid-Tirol. 
Beide landen spraken af dat de positie van Duitstaligen gelijkgesteld werd aan die van Italiaanstaligen. De Duitstaligen kregen autonomie binnen Italië, en Duitstalige onderwijs werd toegelaten. Tevens werd Oostenrijk als beschermmacht van de Duitstaligen door Italië erkend.
De overeenkomst werd als annex aan de Vrede van Parijs (1947) toegevoegd.